# Novoiavorivsk
Novoiavorivsk (em ucraniano:  Новояворівськ) é uma cidade da Ucrânia, situada no Oblast de Leópolis. Tem 2,03 km² de área e sua população em 2020 foi estimada em 31.218 habitantes.